# North American F-86 Sabre
North American F-86 Sabre, förkortat F-86 Sabre eller F-86, var ett amerikanskt jetdrivet jaktflygplan som med stor framgång användes under Koreakriget.

## Varianter
- XF-86
- YF-86A
- F-86A
- DF-86A
- RF-86A
- F-86B
- F-86C
- YF-86D
- F-86D
- F-86E
- F-86E(M)
- QF-86E
- F-86F
- F-86F-2
- QF-86F
- RF-86F
- TF-86F
- YF-86H
- F-86H
- QF-86H
- F-86J

## Användare
- Argentinas flygvapen
- Australiens flygvapen
- Belgiens flygvapen
- Bolivias flygvapen
- Storbritanniens flygvapen
- Colombias flygvapen
- Etiopiens flygvapen
- Filippinernas flygvapen
- Honduras flygvapen
- Islamska republiken Irans flygvapen
- Iraks flygvapen
- Italiens flygvapen
- Japans luftförsvarsstyrkor
- Jugoslavien flygvapen
- Kanadas flygvapen
- Norges flygvapen
- Pakistans flygvapen
- Perus flygvapen
- Portugals flygvapen
- Taiwans flygvapen
- Saudiarabiens flygvapen
- Sydafrikas flygvapen
- Sydkoreas flygvapen
- Spaniens flygvapen
- Thailands flygvapen
- Tunisiens flygvapen
- Turkiets flygvapen
- Tysklands flygvapen
- USA:s flygvapen
- Venezuelas flygvapen

## Bilder

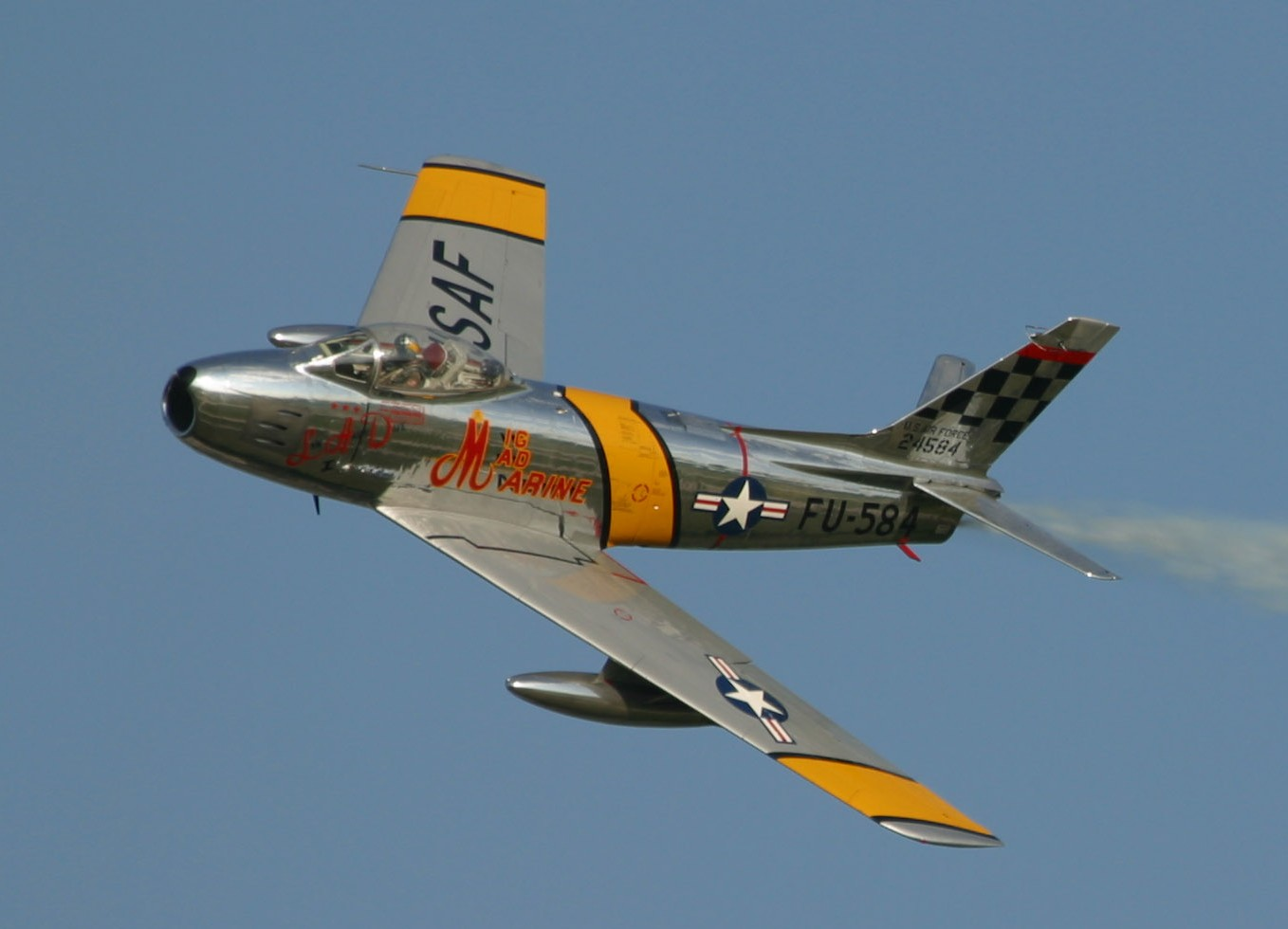
En amerikansk F-86 Sabre under Oshkosh Airshow.
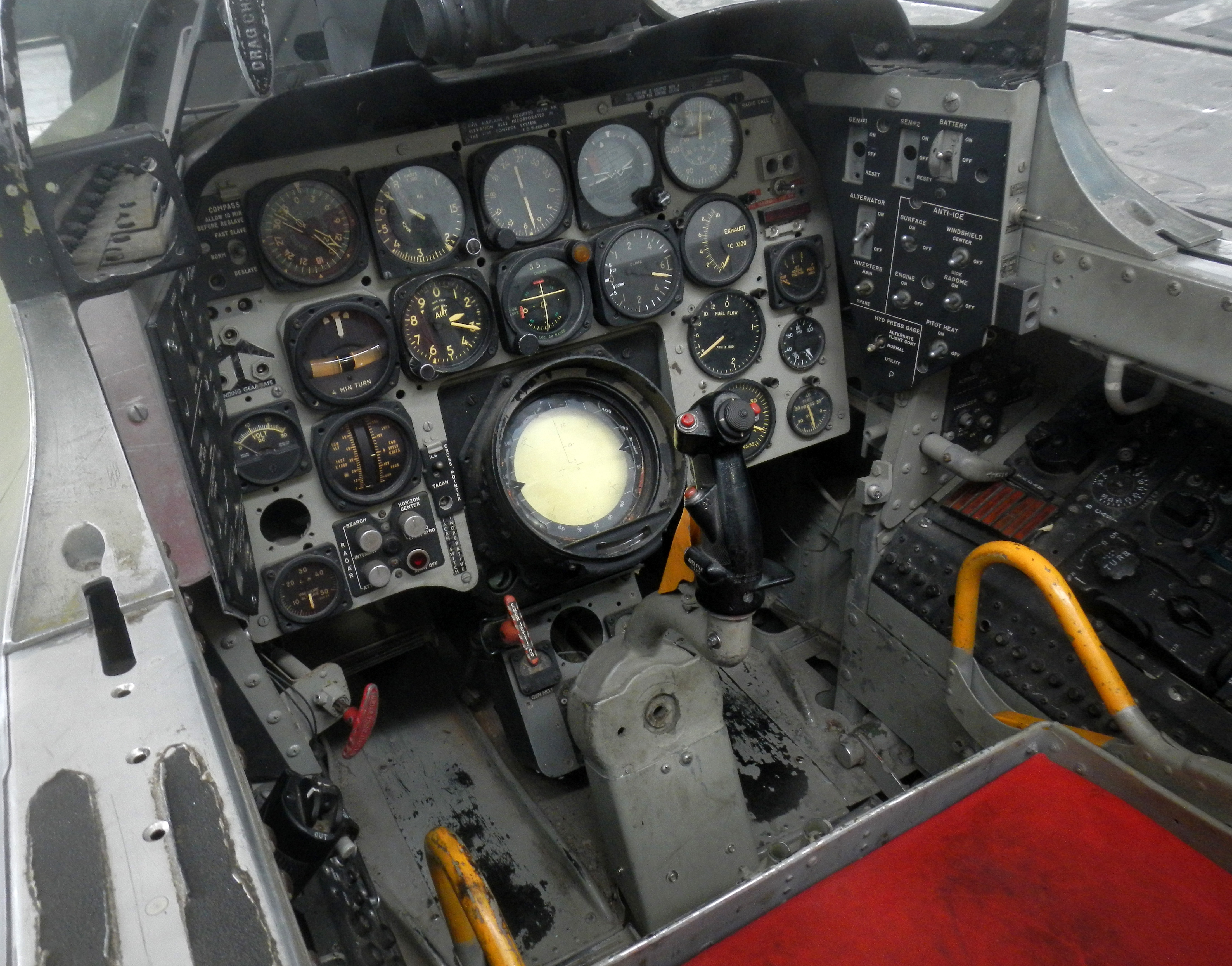
Cockpit i en F-86D Sabre.
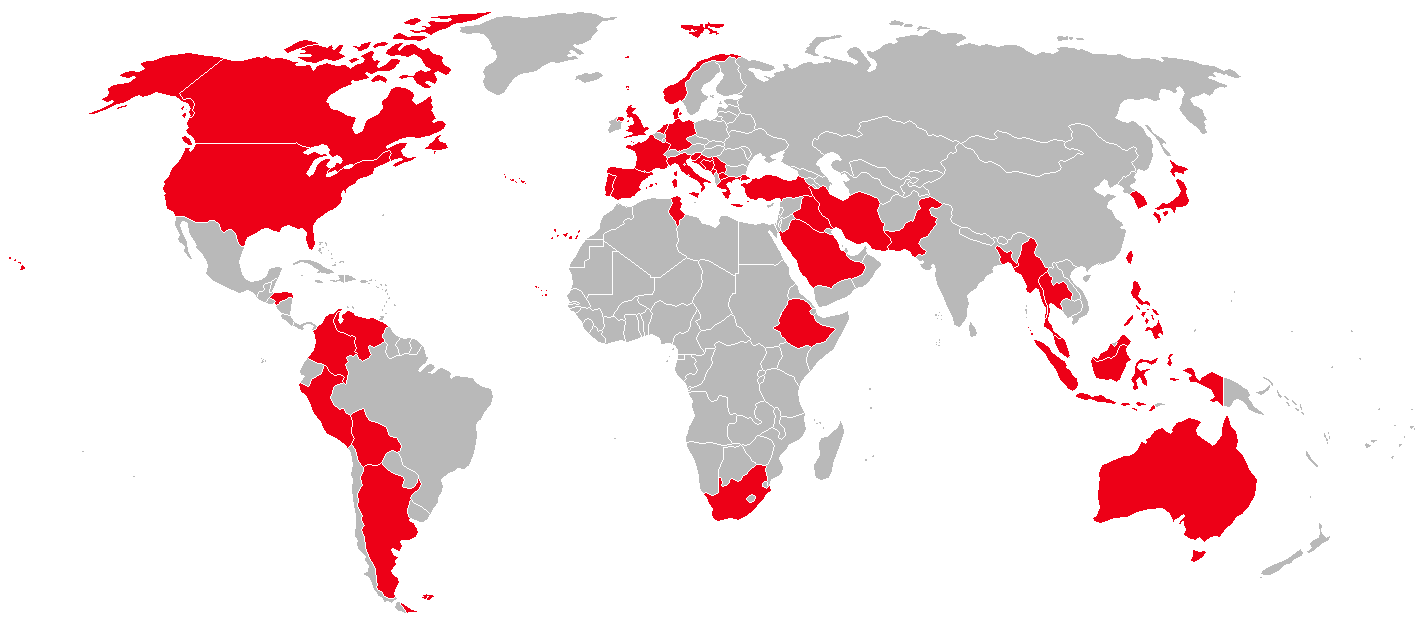
Karta över länder som tidigare använde F-86 Sabre.